# Semaeopus noverca
Semaeopus noverca là một loài bướm đêm trong họ Geometridae.